# کورنینگ اینکورپوریتد
شرکت کورنینگ (به انگلیسی: Corning Incorporated) یک شرکت آمریکایی تولیدکننده شیشه و سرامیک و مواد مشابه است. این شرکت تا سال ۱۹۸۹ با عنوان کورنینگ گلس ورکس (به انگلیسی: Corning Glass Works) شناخته می‌شد و پس از آن به شرکت کورنینگ تغییر نام داد. از محصولات این شرکت می‌توان به گوریلا گلس و پیرکس اشاره کرد. مدیر عامل کورنینگ، وندل پی‌ویکس (به انگلیسی: Wendell P. Weeks) است.

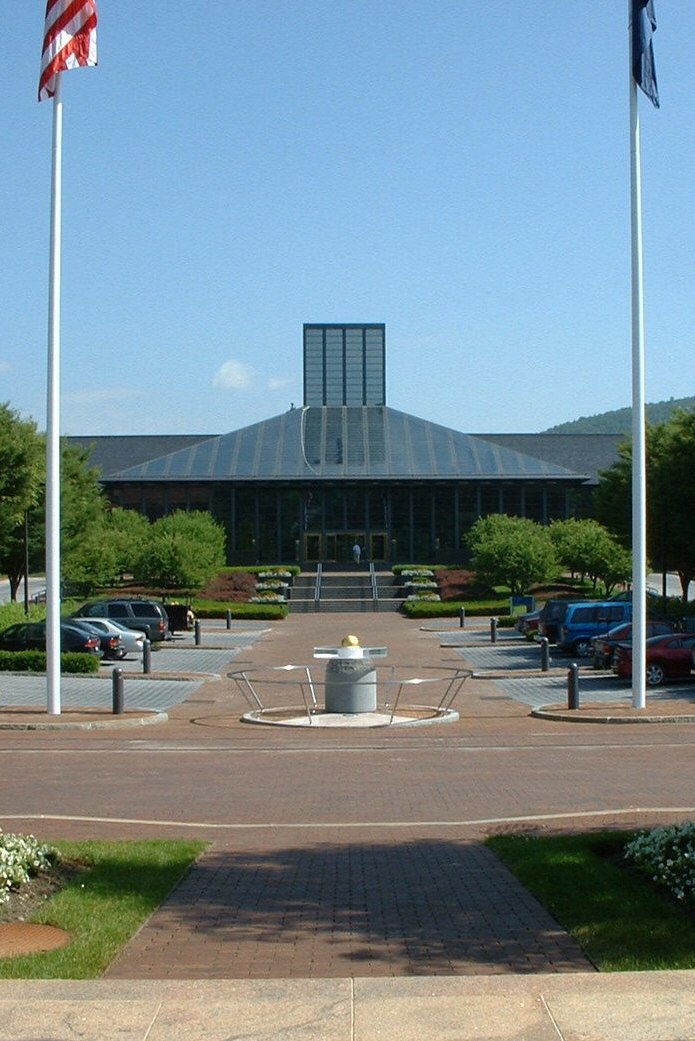
دفتر مرکزی شرکت در شهر کورنینگ